# Meurtre de Farkhunda Malikzada
Farkhunda Malikzada (en persan : فرخندة ملكيزاده) est une femme afghane assassinée en public à l'âge de 27 ans par une foule à Kaboul le 19 mars 2015. Lynchée à la suite d'accusations mensongères de blasphème, son assassinat, diffusé sur les réseaux sociaux à travers plusieurs vidéos et photos, a provoqué de nombreuses réactions nationales et internationales, et attiré l'attention sur les droits des femmes en Afghanistan.

## Déroulement des faits
Farkhunda, musulmane pratiquante, venait d'obtenir un diplôme en sciences islamiques et s'apprêtait à occuper un poste d'enseignement. Elle venait de se disputer avec un mollah auto-proclamé du nom de Zainuddin (en réalité un gardien) devant la mosquée Shah-Do Shamshira, car il y vendait aux femmes des talismans, qu'elle considérait comme des objets de superstitions et contraires à l'Islam. Alors qu'elle fustigeait les visiteuses devant la mosquée pour leur ignorance, Zainuddin et Mohammad Omran, un diseur de bonne aventure, retournèrent l'accusation en prétendant qu'elle était une infidèle.
La foule, masculine, s'est assemblée dans les rues autour de Farkhunda quand les accusateurs ont commencé à hurler, énonçant ses crimes présumés au public. Ils prétendirent qu'elle avait brûlé des pages du Coran, et pour cette raison, ils déclarèrent qu'elle devait en payer de sa vie. La foule a attrapé Farkhunda, l'a jetée au sol et piétinée. Devant l'urgence de la situation, les forces de police ont tenté de la retirer de la foule en la faisant monter sur le toit d'un magasin. Frappée à répétition par un assaillant muni d'un gros bâton, Farkhunda a perdu l'équilibre et est retombée parmi la foule, qui la frappa brutalement, provoquant son évanouissement. La foule l'a alors tirée dans la rue, où une voiture lui a roulé dessus, la traînant sur 300 pieds. Elle fut ensuite brûlée et son corps fut jeté dans les eaux du Kaboul, sous les yeux d'une police prétendument passive.
Un enquêteur officiel a déclaré par la suite qu'il n'y avait aucune preuve que Farkhunda ait profané le Coran.

## Réactions

### Réaction publique en Afghanistan
Immédiatement après la mort de Farkhunda, plusieurs personnalités officielles ont exprimé leur approbation de l'assassinat sur Facebook. Par exemple, le porte-parole officiel de la police de Kaboul, Hashmat Stanekzai, a écrit que « comme d'autres infidèles, Farkhunda pensait que ce genre d'action et d'insulte lui apporterait la citoyenneté américaine ou européenne. » Le sous-ministre pour la culture et l'information, Simin Ghazal Hasanzada, a également approuvé l'exécution d'une femme « travaillant pour les infidèles ». Zalmai Zabuli, le chef de la commission d'examen des plaintes de la chambre haute du parlement, a posté une photo de Farkhunda avec ce message : « Ceci est la personne horrible et détestée qui a été punie par nos compatriotes musulmans pour son action. Ce faisant, ils ont prouvé à leurs maîtres que les Afghans ne veulent que l'Islam et ne peuvent pas tolérer l'impérialisme, l'apostasie et les espions ».
Après la révélation de l'innocence de Farkhunda, la réaction publique en Afghanistan a tourné au choc et à la colère. Des centaines de manifestants sont descendus dans les rues de Kaboul le 23 mars pour protester contre sa mort brutale. Ils ont fait une marche partant du lieu de l'attaque jusqu'à l'endroit où Farkhunda fut jetée dans la rivière. Plusieurs manifestantes ont porté des masques représentant le visage ensanglanté de Farkhunda, tandis que d'autres ont condamné le gouvernement pour son échec à apporter la sécurité en Afghanistan. Shukria Barakzai, députée au parlement afghan pour la province de Kaboul et militante de longue date pour les droits des femmes, a rapporté à Al Jazeera que l'assassinat de Farkhunda avait incité la ville et le reste du pays à se pencher sur les droits des femmes. Roshan Siren, ancienne membre du parlement, a déclaré que le meurtre met en relief les violences commises contre les femmes dans le pays et est devenu un point de ralliement pour une plus jeune génération de femmes menant campagne pour « la protection et le progrès des femmes ».

### Manifestations
Le 23 mars 2015, des centaines de femmes ont protesté contre l'attaque, demandant que le gouvernement poursuive les responsables de la mort de Farkhunda. La manifestation fut organisée par le parti solidaire d'Afghanistan et des habitants de Kaboul. La mort de Farkhunda est devenu un point de ralliement des activistes pour les droits des femmes en Afghanistan. Le 24 mars, des milliers de personnes ont protesté contre l'attaque devant le ministère de la justice afghan à Kaboul.

### Réponse officielle en Afghanistan
Le président afghan Ashraf Ghani a ordonné une enquête de l'incident et condamné cet « acte d'extrême violence » dans une déclaration publiée par son bureau, qualifiant l'assassinat d'« odieux ». Il a ajouté que la mort de Farkhunda révèle que la police afghane était trop concentrée sur l'insurrection talibane dans le pays et pas assez sur la surveillance policière locale.
Neuf hommes identifiés dans la vidéo du meurtre de Farkhunda circulant sur les réseaux sociaux ont été incarcérés. Le ministère de l'intérieur a rapporté plus tard que 28 personnes ont été arrêtées et 13 officiers de police suspendus au cours de l'enquête. Hashmat Stanikzai, qui avait publiquement approuvé le meurtre, a été démis de ses fonctions à cause des commentaires qu'il avait écrits sur les réseaux sociaux en soutien aux meurtriers de Farkhunda.
Le ministère afghan du hajj et des affaires religieuses a annoncé qu'il n'avait trouvé aucune preuve indiquant que Farkhunda ait brûlé le Coran.

### Réactions d'érudits islamiques

#### En Afghanistan
Le jour suivant la mort de Farkhunda, certains imams et mollahs ont endossé son meurtre dans leurs services religieux du vendredi. L'un d'eux, Maulavi Ayaz Niazi, de la mosquée Wazir Akbar Khan, a averti le gouvernement que toute tentative d'arrêter les hommes ayant défendu le Coran conduirait à un soulèvement,.
Lorsque l'innocence de Farkhunda fut révélée, des érudits islamiques ont exprimé leur indignation. Ahmad Ali Jebreili, un membre du conseil des oulémas afghan mis en place pour administrer la loi islamique, a condamné l'attaque, l'accusant de contrevenir à l'islam. Haji Noor Ahmad, un prêtre local, a déclaré : « Les gens viennent et exécutent une personne arbitrairement ; c'est totalement interdit et illégal. Cependant, certains ont justifié son meurtre et ont été accueillis par la colère publique ».

#### À l'étranger
Abu Ammaar Yasir Qadhi (en), un éminent érudit islamique conservateur, a exprimé son horreur sur Facebook et dit : « une indication du degré de civilisation d'une nation est sa façon de traiter les femmes. Puisse Allah restaurer l'honneur et le respect dus aux femmes dans nos sociétés ! »
Yama Rasaw, de l'International Policy Digest (en), a accusé l'intolérance parmi les Afghans et les musulmans pour le meurtre de Farkhunda.

### Réactions internationales
L'Union européenne a condamné l'attaque. La chef de la diplomatie européenne Federica Mogherini a déclaré que le « meurtre de Farkhunda [...] est un rappel tragique des dangers de fausses accusations auxquels les femmes sont confrontées et du manque de justice en Afghanistan ». Elle a ajouté que « nous espérons tous que [ces] responsables pourront être traduits en justice ». Les États-Unis ont également condamné le meurtre à travers une déclaration de son ambassade à Kaboul appelant à « traduire en justice les responsables afin que de tels actes odieux ne se reproduisent pas ».
Farman Nawaz, chroniqueur pour Global Times China, a écrit : « Choisir des dirigeants par les urnes est un signe positif pour le pays, mais la survie, voire la croissance, d'une mentalité extrémiste même après la souffrance causée par le barbarisme de groupes extrémistes reflète un échec critique des partis politiques afghans ». L'historien afghano-américain Ali A Olomi a soutenu que le meurtre de Farkhunda démontrait la persévérance d'une culture sous-jacente de violence et de dévaluation de la vie humaine, remontant aux générations d'Afghans élevés pendant la guerre et confrontés à l'oppression.

## Funérailles
Le 22 mars 2015, des femmes vêtues de noir ont porté le cercueil de Farkhunda d'une ambulance vers un lieu de prières, puis vers un cimetière, brisant ainsi la tradition qui veut que seulement des hommes assistent à ce genre de funérailles.

## Procès
Sur les 49 suspects poursuivis en justice, quatre hommes ont été condamnés à mort pour le meurtre de Farkhunda. Les sentences ont été prononcées par le juge Safiullah Mojadedi à Kaboul le 5 mai 2015. Huit autres accusés ont été condamnés à 16 ans de prison. Trois des suspects étaient toujours en cavale au moment de la condamnation le 5 mai. Le procès est remarquable pour sa rapidité, n'ayant duré que deux jours. Le verdict a été critiqué car, bien que quelques enquêteurs croient qu'un diseur de bonne aventure ait déclenché l'attaque, cette personne n'a pas été jugée coupable en appel, et le gardien du mausolée a vu sa peine de mort commuée bien qu'il ait émis la fausse accusation de profanation du Coran sur Farkhunda.
Le 19 mai 2015, onze officiers de police ont été condamnés à un an de prison pour ne pas avoir protégé Farkhunda.
Le 2 juillet 2015, une cour d'appel a commué les peines de mort pour les quatre accusés jugés coupables. Trois d'entre eux ont été condamnés à 20 ans de prison et le quatrième à dix ans de prison, provoquant des manifestations de rue et un débat sur les droits des femmes,. Le 12 août 2015, après avoir examiné les résultats de la procédure, une commission d'avocats appointés par le président afghan a recommandé à la cour suprême afghane de juger à nouveau les suspects impliqués dans le meurtre de Farkhunda, en précisant, « cette fois-ci en présence des avocats de la défense de Farkhunda ».